# Kaspar Heinrich von Sierstorpff

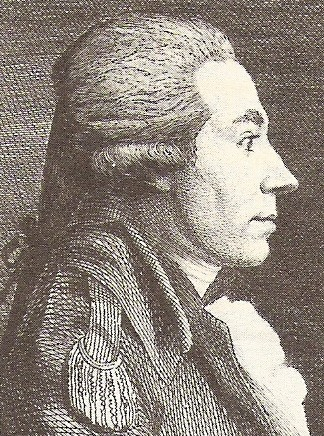
Kaspar Heinrich von Sierstorpff

Kaspar Heinrich Freiherr von Sierstorpff, auch Caspar (* 19. Mai 1750 in Hildesheim; † 29. März 1842 in Braunschweig; am 15. Oktober 1840 in den Grafenstand erhoben) war ein braunschweig-wolfenbüttelscher Staatsmann, der vor allem als Oberjägermeister und Forstmann wirkte. Er begründete den Kurbetrieb in Bad Driburg.

## Familie  und Ausbildung
Kaspar Heinrich von Sierstorpff stammte aus dem Adelsgeschlecht von Siersdorf mit Ursprung in Siersdorf im Rheinland. Sein Vater Peter Joseph Albert Francken von Sierstorpff (1716–1770) war Kanzler des Fürstbischofs von Hildesheim wie schon dessen Vater Kaspar Francken von Sierstorpff, der am 22. November 1738 in den Freiherrnstand erhoben worden war.
Nach seinem Studium in Erfurt und Leipzig, das er 1772 mit der Promotion in Leipzig abschloss, verbrachte er einige Zeit in Regensburg am Hof des Kurfürsten von Mainz und am Münchener Hof. 1773/1774 bereiste er in der „Grand Tour“ Italien. Der Besuch der süddeutschen Städte Nürnberg, München und Augsburg sowie der klassischen Stätten Italiens weckte seinen Kunstsinn. Nach seiner Hochzeit mit Maria Sophia von Brabeck (1743–1808) am 26. Juli 1776 führte die zehnmonatige Hochzeitsreise nach England (London, Birmingham, Bath, Oxford), Brüssel und Paris, mit einem Zwischenaufenthalt als Kammerherr beim Kurfürsten von Trier.
Nach dem Tode seiner ersten Frau und des einzigen Kindes heiratete er am 25. Oktober 1810 Charlotte von Vincke (1780–1833), die Schwester des späteren Oberpräsidenten der preußischen Provinz Westfalen, Ludwig von Vincke. Sie hatten den Sohn Ernst Graf von Sierstorpff (1813–1855).

## Im Dienste des Herzogs von Braunschweig-Wolfenbüttel
Sierstorpff trat 1782 als Jägermeister in herzoglich braunschweig-wolfenbüttelsche Dienste. 1788 wurde er zum Oberjägermeister befördert und 1789 mit der Generalaufsicht über das Forst- und Jagdwesen im Fürstentum Braunschweig-Wolfenbüttel und im Fürstentum Blankenburg betraut. 1794 veröffentlichte er ein frühes Werk der forstlichen Entomologie mit dem Titel Über einige Insektenarten, die den Fichtenwaldungen vorzüglich schädlich sind, und über die Wurmtrockniß der Fichtenwälder des Harzes. Darin beschäftigte er sich ausführlich mit den Ursachen und Folgen einer Borkenkäfer-Kalamität – der „großen Wurmtrocknis“ – im Harz. Außerdem verfasste er Bücher zum Waldbau, mit dem Schwerpunkt auf Eiche und Fichte. Unter der napoleonischen Herrschaft wurde er 1808 zum Conservateur des Eaux et Forêts im Département Oker ernannt. 1812 wurde er nach Celle und Hannover versetzt. 1808 bis 1813 war er Mitglied der Reichsstände des Königreichs Westphalen.
Nach Wiederherstellung des Herzogtums Braunschweig wurde er mit seinem früheren Titel Oberjägermeister Mitglied des Kammerkollegiums, der damaligen Landesregierung. Kaspar Heinrich von Sierstorpff erließ 1815 eine Betriebsregelungsvorschrift auf der Grundlage des so genannten Flächenfachwerkes, nach der alle Staatsreviere eingerichtet wurden. Die von der Herzoglichen Kammer in Kraft gesetzten Betriebswerke waren die Grundlage für einen geregelten Forstbetrieb.
Als er 1828 in Hannover beim britischen Vizekönig Adolph Friedrich eingeladen war und auf dessen Frage, wie es in Braunschweig aussehe, offen antwortete: „Königliche Hoheit, es tut ein Oberhofmeister not“, erfuhr davon Herzog Karl II. von Braunschweig und ernannte ihn selbst zum Oberhofmeister unter Halbierung seines Gehalts auf 1000 Taler. Sierstorpff lehnte ab und bat um seinen Abschied. Daraufhin entzog ihm der Herzog „wegen verletzter Ehrerbietung“ alle Titel, Ämter und Würden und verwies ihn des Landes.  Ein Urteil des herzoglichen Distriktsgerichts zu Sierstorpffs Gunsten kassierte der Herzog, und Sierstorpff musste mit 78 Jahren das Land verlassen.
Nach dem Aufstand der Braunschweiger Bürger gegen Herzog Karl II. dessen Vertreibung setzte sein Bruder und Nachfolger Herzog Wilhelm den Freiherrn von Sierstorpff im September 1830 wieder in sein früheres Amt als Oberjägermeister ein und betraute ihn mit der Leitung der herzoglich Braunschweigischen Forstverwaltung.  Da der Wald durch Katastrophen, Ausbeutung und übermäßige Berechtigungen devastiert war, musste Sierstorpff nun den Wiederaufbau meistern. Zu diesem Zweck gliederte er die Landesforsten neu in vier Forstmeistereien, zehn Oberförstereien und 76 Forstreviere. Außerdem veranlasste er, dass unter dem Kammerrat Friedrich Ludwig Ernst von den Brinken und dessen Sohn Julius von den Brinken eine Taxationskommission zur Forsteinrichtung aller Staatswaldungen gebildet wurde. 1834 trat er in den Ruhestand.

## Bad Driburg

### Erwerbungen
Im September 1779 besichtigte Caspar Heinrich von Sierstopff die Quellen in Driburg: „J’arrivais le lendemain entre 11 et midi in dem göttlichen Dribourg, vous n’avez point l’idee, cher ami, comme il m’encharme.“ Anfang 1782 unterzeichnete der Paderborner Fürstbischof Wilhelm Anton den Erbzinsvertrag über die Rechte und Pflichten des Freiherrn von Sierstorpff an den Quellen, die im Umkreis von „einer Stunde von Driburg liegen und in der Folge noch dürfen gefunden und entdeckt werden.“ Im September erwarb Sierstorpff den zwischen Stadt und Bad gelegenen Drostenhof von der Familie von der Lippe zu Vinsebeck als Wohnung und Badhotel.
Schwierigkeiten für die Entwicklung ergaben sich aus den schlechten Wegeverhältnissen und dem Streit mit den Driburger Bürgern, die ihr freies Schöpfrecht eingeschränkt sahen. Die neuen Anlagen der Alleen nach englischem Vorbild, eines Kaffeehauses, später der neuen Badehäuser brachten die Sommersaison in Gang. Zur Unterhaltung der Gäste wurden eine Bibliothek und ein Spielcasino eingerichtet sowie reisende Schauspieltruppen und Musikkapellen engagiert. Ab 1783 teilte der Badbesitzer seine Aufenthaltsorte: Die Sommermonate verbrachte er in Driburg, den Winter in Braunschweig.

### Die Entwicklung des Bades Driburg
In Driburg wurde unterdessen 1784 das erste Badehaus mit 40 Zimmern errichtet, es folgten 1785/86 der Gesellschafts- und Tanzsaal mit einer Galerie als Verbindung zum Badehaus, darauf 1789 das „Armen-Logierhaus“. Driburg war durch die „Monumenta Paderbornensia“ des Fürstbischofs Ferdinand II. bekannt. Um für das Bad zu werben, nahm Caspar Heinrich von Sierstorpff Kontakte zu Ärzten auf, darunter dem berühmten Professor Christoph Wilhelm Hufeland. Bedeutend war auch die Gemäldegalerie, für die Sierstorpff 170 Bilder bedeutender Künstler gesammelt und einen kunstgeschichtlichen Führer geschrieben hatte. Es waren unter anderem vertreten Cranach, Rembrandt van Rijn, Peter Paul Rubens, Anthonis van Dyck, Jacob Izaaksoon van Ruisdael und Caravaggio. Die Bilder wurden 1887 in Berlin bis auf wenige Stücke versteigert.

### Berühmte Gäste
Im Sommer 1796 weilte auf der Flucht vor der französischen Besatzung Susette Gontard, die Frau des Frankfurter Kaufmanns und Bankiers Jakob Gontard (gen. „Cobus“, 1764–1843), mit ihren Kindern im Park des Freiherrn von Sierstorpff in Driburg. Begleitet wurden sie von dem Haushofmeister (Erzieher der Knaben) Friedrich Hölderlin. Mit ihnen reiste ab Kassel der Dichter Wilhelm Heinse. Gleichzeitig war als französischer Emigrant der ehemals königliche Offizier de Villers in Driburg anwesend. Dieser beschrieb in den Lettres de Westphalie (Berlin 1797) die damalige Badesaison. Den Dichtern verdankt das Bad begeisterte und romantische Landschaftsbeschreibungen.

### Die Konsolidierung des Bades

Wappen Graf von Oeynhausen-Sierstorpff

Bei seinem Aufenthalt in Paris während des Jahres 1802 erreichte Sierstorpff eine Audienz beim Ersten Consul Napoleon Bonaparte. Durch seine forstwirtschaftliche Tätigkeit und seine Forstliteratur bekannt geworden, wurde Sierstorpff im Jahre 1805 zum „auswärtigen Mitglied der Königlich Preußischen Akademie der Künste und mechanischen Wissenschaften“ ernannt.
In preußischer Zeit wurde Sierstorpff durch Ankauf von Driburger Forsten, des Gutes Rothehaus südlich von Bad Driburg und der Klosterdomäne Gehrden (1826) einer der größten Grundbesitzer der Region (2500 Hektar). 1828 erneuerte die preußische Regierung den Erbzinsvertrag für die ehemals fürstbischöflichen Quellen. Sierstorpff übernahm als Pflichten den öffentlichen Zugang zum Hauptbrunnen, die Anstellung eines approbierten Bade-Chirurgus, die Einrichtung einer Apotheke und andere Auflagen.
Seit 1829 waren die Besitzungen Fideikommiss mit der Bestimmung, dass der Inhaber den Namen von Siertorpff führte. Der Erbzinsvertrag erlosch 1850 durch Gesetz, sodass die Quellen in freies Eigentum übergingen. Seit in der Erbfolge der Besitz an Wilhelm Graf von Oeynhausen kam, führt die Familie mit kaiserlicher Genehmigung den Namen „Graf von Oeynhausen-Sierstorpff“ (1909).

## Die späten Jahre
Anlässlich des 50-jährigen Jubiläums des Bades Driburg im Jahr 1832 erlebte der 82-jährige Badgründer hohe Ehrungen – unter anderem verlieh ihm der preußische König Friedrich Wilhelm III. den Roten Adler-Orden. Durch königliches Diplom vom 15. Oktober 1840 wurde er in den preußischen Grafenstand erhoben.
Sierstorpff starb am 29. März 1842 und wurde auf dem katholischen Friedhof in Braunschweig beigesetzt. In Bad Driburg erinnert an ihn der Obelisk vor dem gräflichen Mausoleum auf dem Rosenberg, den er aus einer Holzung in ein erweitertes Parkgelände umgewandelt und mit den forstwirtschaftlich berühmten „Rosenberglärchen“ aufgeforstet hatte.
Über seine Urenkelin Armgard Freiin von Sierstorpff-Cramm (1883–1971) und ihren Sohn, den späteren niederländischen Prinzgemahl Bernhard Prinz zur Lippe-Biesterfeld (1911–2004), ist Kaspar Heinrich von Sierstorpff ein Vorfahre der niederländischen Königin Beatrix (* 1938) und ihrer Nachkommen.

## Schriften
- Einige Bemerkungen über die in dem Winter 1788/89 erfrorenen Bäume, 1790.
- Über einige Insektenarten, die den Fichtenwaldungen vorzüglich schädlich sind, und über die Wurmtrockniß der Fichtenwälder des Harzes, mit 3 illuminirten Kupfertafeln,  1794.
- Über die forstmäßige Erziehung, Erhaltung und Benutzung der vorzüglichsten inländischen Holzarten etc., 2 Teile, 1796 und 1813, gleichfalls mit beigefügten illuminierten Kupfertafeln.
- Bemerkungen auf einer Reise durch die Niederlande nach Paris, größtentheils in Beziehung auf Gemälde und Kunstgegenstände, 2 Bände, 1804.